# Ecaterina Negară
Ecaterina Negară (n. 22 februarie 1966, Puțintei, raionul Orhei, RSS Moldovenească, URSS) este poetă născută în Republica Moldova.

## Biografie
A studiat la școala medie din satul Puțintei, apoi în 1980 continuă să studieze la Școala de Medicină din Orhei, pe care o absolvă în 1984.[1] Când s-a lansat în literatură, era angajata Ministerului Sănătății, secția orășănească Chișinău, a Centrului de Sterilizare și Dezinfecție Orășănească. A lucrat apoi ca asistentă la Policlinica stomatologică nr. 1 din Chișinău până în 1990,[1] dar a fost eliberată din funcție din cauza participării la acțiunile culturale de stradă începute încă în 1986. [necesită citare] Între 1991 și 1995 a fost secretar-coordonator al Ligii Democrat-Creștine a Femeilor din Moldova.[1] În 1995- 1999 a absolvit Academia Internațională de Istorie a Culturii și Religiilor Lumii din București.[1], master în specialitate, căpitan.
A colaborat la Editura Gnosis, semnând volumele de poezie Interior cu vultur (1997), Ascensorul cu păsări (1997), Îngerul clonă (1998), Katerina de Neant (1999).[1][2] În 1998, publică Micul dicționar teologic pentru elevi,Laudă magnifică, EminescuOrhei, 2011,KartEa E, Orhei, 2012.[2] În 2013, își lansează volumul Maica Luminii, la Biserica romano-catolică din Orhei.[1], apoi apare volumul Ființa Semnului sau Sofia din Emaus, Chișinău, 2015, Pruncul cel Mare, Chișinău, 2016,Salonul IV, lângă Dumnezeu, Chișinău, 2017, Sânge evreiesc, Chișinău , 2017, Sângele iubirii, Chișinău, 2017.,Armă mărturisitoare,2018,Inelul mistic, 2018, La masa reînvierii, 2018, Stare cosmică,2019, Unde, unde, unde, 2019,Israelul gelos, 2020,Maică , floare de ființă, 2020 Strigat-am către cer, 2020, Numere, cifre,2020,Spațiul, Cuvântul,2020, Scrieri alese, 2020,Puțintei - loc sacru, 2021,Nu mă impune să cred, 2021, Daniel și lumea îngerilor,vol.I, 2021Soare în noapte, 2021, La masa reînvierii /vol.II/,2023, Saule, Saule, 2023,Somnul, noapte bună,2023, Soare în noapte vol.II, 2024,Soare în noapte, vol.III, 2024, Planeta NEI, 2024, Ortodoxia - Împărăția Luminii, 2024,etc.
Este membră a Uniunii Scriitorilor din Moldova și a Uniunii Scriitorilor din România.[2] Mai este Membru de Onoare al Asociației Veteranilor Războaielor și Conflictelor armate din Moldova și a filialei Orhei a Ligii Scriitorilor Români. [necesită citare]
Odată cu venirea la președinție a anticreștinului și antiromânului T.Băsescu, Ecaterina Negară și-a pierdut apartamentul din București, și până în prezent nu și-a primit despăgubirile.[3] Din 2016  se află la Chișinău  locuiește în condițiii inumane, iar autoritățile, chiar de a solicitat atitudinea lor, nu au primit-o nici în audiență, atât D.Chirtoacă cât și S.Radu .[2]

## Premii.[necesităcitare]
Ecaterina Negară cu veterani din Moldova 
Este distinsă cu următoarele premii:  
Premiul pentru poezie patriotică, Tele-Radio - Moldova, Chișinău, 1985,
Diplomă pentru succese creatoare și activități artistice, Secția orășănească a min.sănătății, Chișinău, 1988, 
Laureată a Festivalului EMINESCIANA, 1988, 
Premiul Special, fundația C.Brâncuși , Inspectoratul pentru cultură al jud.Gorj, 1991,
Diplomă de Onoare  a societății  "V.Alexandri" la festivalul EMINESCIANA, societatea " V. Alexandri " 1992,
Premiul  Mare  a festivalului "Galbenă Gutuie "text, interpretare A.Rudei, 1992,
Premiul mare CRIZANTEMA de ARGINT, text, interpretare N.Ermurache, 1994,
Premiul revistei „Poesis” , Satu – Mare , (1992)
Premiul revistei  "Dacia literara" , Iași , (1993)
Diplomă de luptătoare română, Chișinău - București, Toma Istrati, 1998-99,
Marele Premiu al Ligiii pentru Unitatea Românilor de pretutindeni, București, 1999,
Diplomă pentru volumul - Laudă magnifică, Eminescu, secția cultură, Orhei, 2012 , 
Diplomă de laureat, pentru activitatea prodigioasă literară și propagarea literară a orașului Orhei, primăria Orhei, primar Vitalie Colun,2013, 
Diplomă pentru merite deosebite pentru promovarea artei și culturii românești naționale creștine, mânâstirea Sf.Ap.Andrei, 2014 ,
Diplomă pentru merite deosebite în promovarea valorilor național - culturale, ,LSR, filiala Orhei, 2016,
Premiul saptămânalului Literatura și Arta, 2016 ,
Diplomă de Vrednicie, mănăstirea Sf.Ap.Andrei, 2017, 
Diplomă de Vrednicie, mănăstirea Sf.Ap.Andrei, 2017,
Diplomă pentru contribuție substanțială pentru promovarea valorilor național- creștine, Filiala Ligii Scriitorilor Romani, Orhei, 2017,
Diplomă pentru promovarea culturii italiene, Ambasada Italiei, 2017,
Asociația Veteranilor Războaielor și Conflictelor armate din Moldova a decorat-o cu Crucea Memoriei, 2017,  
Asociația Veteranilor Războaielor și Conflictelor armate din Moldova o decorează cu SLAVA VETERANILOR  ÎN 2018,
Și multe premii personale...
/vezi , date biografice, facebook / necesită citare]

## Aprecieri critice
„Vibrând profund, tânăra poetă bate la marile porți de bronz și de mister ale lumilor paralele, pendulând între starea mistică, meditativă și trăirea integrală, predominant dramatică a simțurilor aici pe pământ.”—Alexandru Balaci, volumul INGERUL CLONA, prefata
Nu este întâmplător faptul că modalitatea pe care o găsește pentru a transfera în trans (cendență ) - în (a) Tributul  cel Mare 4ste pe cât de simplă pe atât de ingenioasă,.Se întâmplă acest lucru, pentru că ea se simte incifrată în El ca credință , rugă și credință. Petru Ababii. /Prim adevăr și interpretare, 2013 /